# Priest Lauderdale
Priest Lamar Lauderdale (ur. 31 sierpnia 1973 w Chicago) – amerykański koszykarz, występujący na pozycji środkowego, posiadający także bułgarskie obywatelstwo.

## Osiągnięcia
Na podstawie, o ile nie zaznaczono inaczej.
Drużynowe
- Zdobywca pucharu Bułgarii (2003, 2004)

Indywidualne
- MVP pucharu ULEB (2004)
- Lider Eurocup w:
  - zbiórkach (2004)
  - blokach (2004)